# Brasilia Challenger 1990
Il Brasilia Challenger 1990 è stato un torneo di tennis facente parte della categoria ATP Challenger Series nell'ambito dell'ATP Challenger Series 1990. Il montepremi del torneo era di $100 000 ed esso si è svolto nella settimana tra il 9 aprile e il 15 aprile 1990 su campi in sintetico. Il torneo si è giocato nella città di Brasilia in Brasile.

## Vincitori

### Singolare
Olivier Delaître ha sconfitto in finale  Brian Garrow con il punteggio di 7–6, 6–1.

### Doppio
Nelson Aerts /  Fernando Roese hanno sconfitto in finale  Simone Colombo /  César Kist con il punteggio di 6–3, 7–5.